# Mark Collie

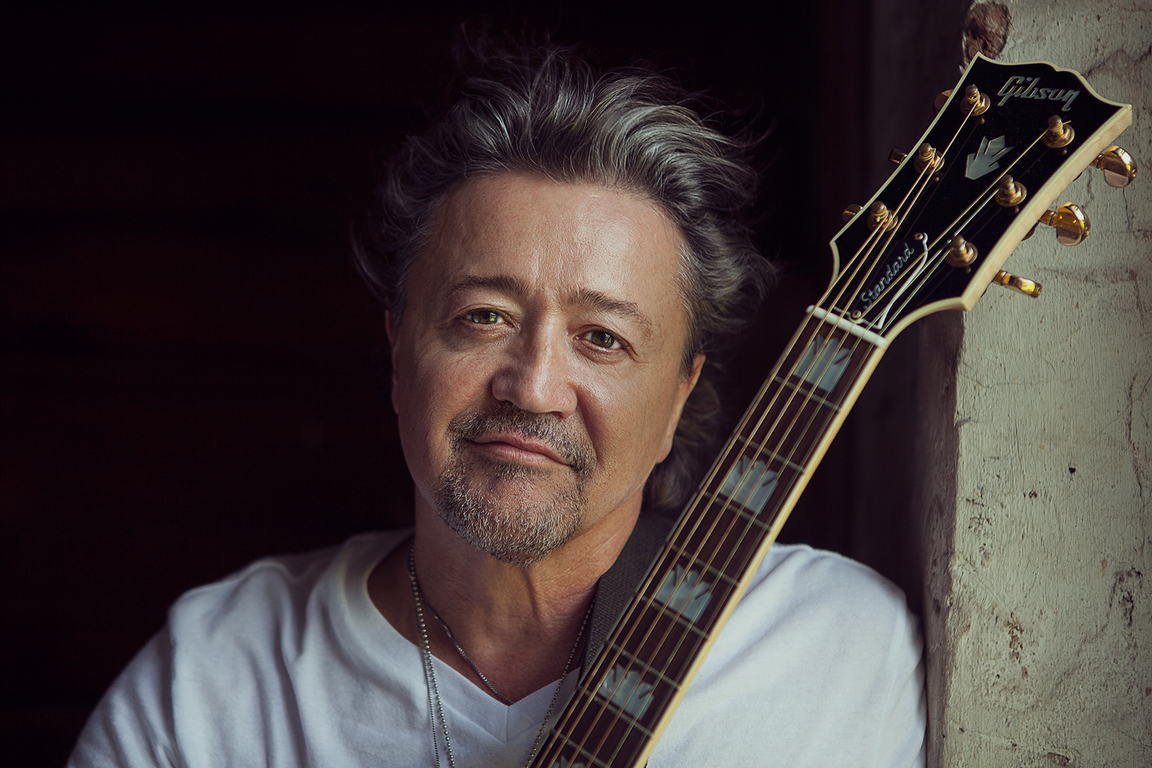
Mark Collie (2013)

Mark Collie (* 18. Januar 1956 in Waynesboro, Tennessee) ist ein US-amerikanischer Country-Musiker und Filmschauspieler.

## Anfänge
Von Rockabilly Stars wie Jerry Lee Lewis und Carl Perkins beeinflusst, entwickelte Mark Collie schon frühzeitig eine Begeisterung für Country-Musik. Er lernte Piano und Gitarre spielen und schloss sich im Alter von zwölf Jahren einer Band an. Als Diskjockey bei einer lokalen Radiostation verdiente er sein erstes Geld.
Nach Ende der Schulzeit tourte er mit verschiedenen Bands durch die USA und verbrachte achtzehn Monate als Musiker auf Hawaii. Sein Versuch, in die Armee einzutreten, scheiterte, als bei der Musterung eine Diabetes-Erkrankung festgestellt wurde (Jahre später setzte er sich regelmäßig für Spendenaktionen zugunsten der Diabetes-Forschung ein). 1982 zog er nach Nashville, um sein Glück als Songwriter zu versuchen.

## Karriere
Da es ihm nicht gelang, seine Songs zu verkaufen, arbeitete er kurzerhand als Sänger. Als Interpret seiner eigenen Songs gelang es ihm schließlich, den Vizepräsidenten von MCA-Records auf sich aufmerksam zu machen. 1989 wurde ein Schallplattenvertrag abgeschlossen. Seine erste Single, Something With A Ring To It, erreichte ein Jahr später einen mittleren Platz in der Top-100. Mit Let Her Go schaffte er es 1991 in die Top-20 und 1995 mit Even The Man In The Moon Is Crying und 1996 mit Born To Love You in die Top-10. Zwar hatte er mit Hard Lovin’ Woman 1995 noch einen Top-20-Hit, der ganz große Durchbruch wollte aber nicht gelingen. Verkaufszahlen und Hitparadenplatzierungen ließen bald nach. 1996 wechselte er zum Columbia-Label, wo er nach Produktion einer nicht allzu erfolgreichen Langspielplatte seinen Vertrag verlor.
Bereits 1993 trat Mark Collie in einem Kurzfilm auf: Gemeinsam mit weiteren Größen der Country-Musik wirkte er in Country’s Cutting Edge mit. 1997 übernahm er eine Nebenrolle in dem Steven-Seagal-Film Fire Down Below. In Alabama Love Story spielte er sich 2004 als Rodeoreiter erstmals in den Vordergrund. 2004 hatte er eine kleine Rolle als Profikiller in The Punisher.

## Diskografie

### Alben
| Jahr | Titel              | Höchstplatzierung, Gesamtwochen, AuszeichnungChartplatzierungen (Jahr, Titel, Platzierungen, Wochen, Auszeichnungen, Anmerkungen) | Höchstplatzierung, Gesamtwochen, AuszeichnungChartplatzierungen (Jahr, Titel, Platzierungen, Wochen, Auszeichnungen, Anmerkungen) | Anmerkungen |
| Jahr | Titel              | US | Country | Anmerkungen |
| ---- | ------------------ | --- | --- | ----------- |
| 1990 | Hardin County Line | — | Country57 (20 Wo.)Country |             |
| 1993 | Mark Collie        | US156 (8 Wo.)US | Country38 (33 Wo.)Country |             |

Weitere Studioalben
- 1991: Born And Raised In Black & White
- 1994: Unleashed
- 1995: Tennessee Plates
- 2006: Rose Covered Garden
- 2012: Alive at Brushy Mountain State Penitentiary

Kompilationen:
- 1997: Even the Man in the Moon Is Cryin‘
- 1999: Double Barrel Country (mit David Lee Murphy)
- 2016: Icon

### Singles
| Jahr | Titel Album                                              | Höchstplatzierung, Gesamtwochen, AuszeichnungChartplatzierungen (Jahr, Titel, Album, Platzierungen, Wochen, Auszeichnungen, Anmerkungen) | Höchstplatzierung, Gesamtwochen, AuszeichnungChartplatzierungen (Jahr, Titel, Album, Platzierungen, Wochen, Auszeichnungen, Anmerkungen) | Anmerkungen |
| Jahr | Titel Album                                              | US | Country | Anmerkungen |
| ---- | -------------------------------------------------------- | --- | --- | ----------- |
| 1990 | Something with a Ring to It Hardin County Line           | — | Country54 (11 Wo.)Country |             |
| 1990 | Looks Aren’t Everything Hardin County Line               | — | Country35 (21 Wo.)Country |             |
| 1990 | Hardin County Line                                       | — | Country59 (5 Wo.)Country |             |
| 1991 | Let Her Go Hardin County Line                            | — | Country18 (20 Wo.)Country |             |
| 1991 | Calloused Hands Born and Raised in Black & White         | — | Country31 (18 Wo.)Country |             |
| 1991 | She’s Never Comin’ Back Born and Raised in Black & White | — | Country28 (20 Wo.)Country |             |
| 1992 | It Don’t Take a Lot Born and Raised in Black & White     | — | Country70 (4 Wo.)Country |             |
| 1992 | Even the Man in the Moon Is Cryin’ Mark Collie           | — | Country5 (20 Wo.)Country |             |
| 1993 | Born to Love You Mark Collie                             | — | Country6 (20 Wo.)Country |             |
| 1993 | Shame Shame Shame Shame Mark Collie                      | — | Country26 (19 Wo.)Country |             |
| 1993 | Something’s Gonna Change Her Mind Mark Collie            | — | Country24 (20 Wo.)Country |             |
| 1994 | It Is No Secret Unleashed                                | — | Country53 (8 Wo.)Country |             |
| 1994 | Hard Lovin’ Woman Unleashed                              | — | Country13 (20 Wo.)Country |             |
| 1995 | Three Words, Two Hearts, One Night Tennessee Plates      | — | Country25 (20 Wo.)Country |             |
| 1995 | Steady as She Goes Tennessee Plates                      | — | Country65 (2 Wo.)Country |             |
| 1996 | Love to Burn NASCAR: Hotter Than Asphalt                 | — | Country72 (2 Wo.)Country |             |

Weitere Veröffentlichungen
- 1982: I've Got to Have You Back Again
- 1996: Lipstick Don't Lie
- 1997: Rapid Roy (The Stock Car Boy)
- 2004: In Time
- 2006: Better Man Than Me
- 2015: Raisin’ Cain (feat. Billy Bob Thornton & The Boxmasters)

## Filmografie (Auswahl)
- 1997: Fire Down Below
- 1998: Walker, Texas Ranger (Fernsehserie, 1 Folge)
- 1999: The X-Ray Kid
- 1999: The Strip
- 2000: JAG – Im Auftrag der Ehre (JAG, Fernsehserie, 1 Folge)
- 2003: Peak Experience
- 2004: Alabama Love Story
- 2004: The Punisher
- 2008: Kill Switch
- 2015–2016: Nashville (Fernsehserie, 12 Folgen)
- 2017: Still the King (Fernsehserie, 1 Folge)
- 2018: Unser größter Weihnachtswunsch (Every Other Holiday, Fernsehfilm)
- 2024: Landman (Fernsehserie, 10 Folgen)